# Lasioglossum subhirtum
Lasioglossum subhirtum är en biart som först beskrevs av Amédée Louis Michel Lepeletier 1841.  Lasioglossum subhirtum ingår i släktet smalbin, och familjen vägbin. Inga underarter finns listade i Catalogue of Life.